# Алфатар (півострів)

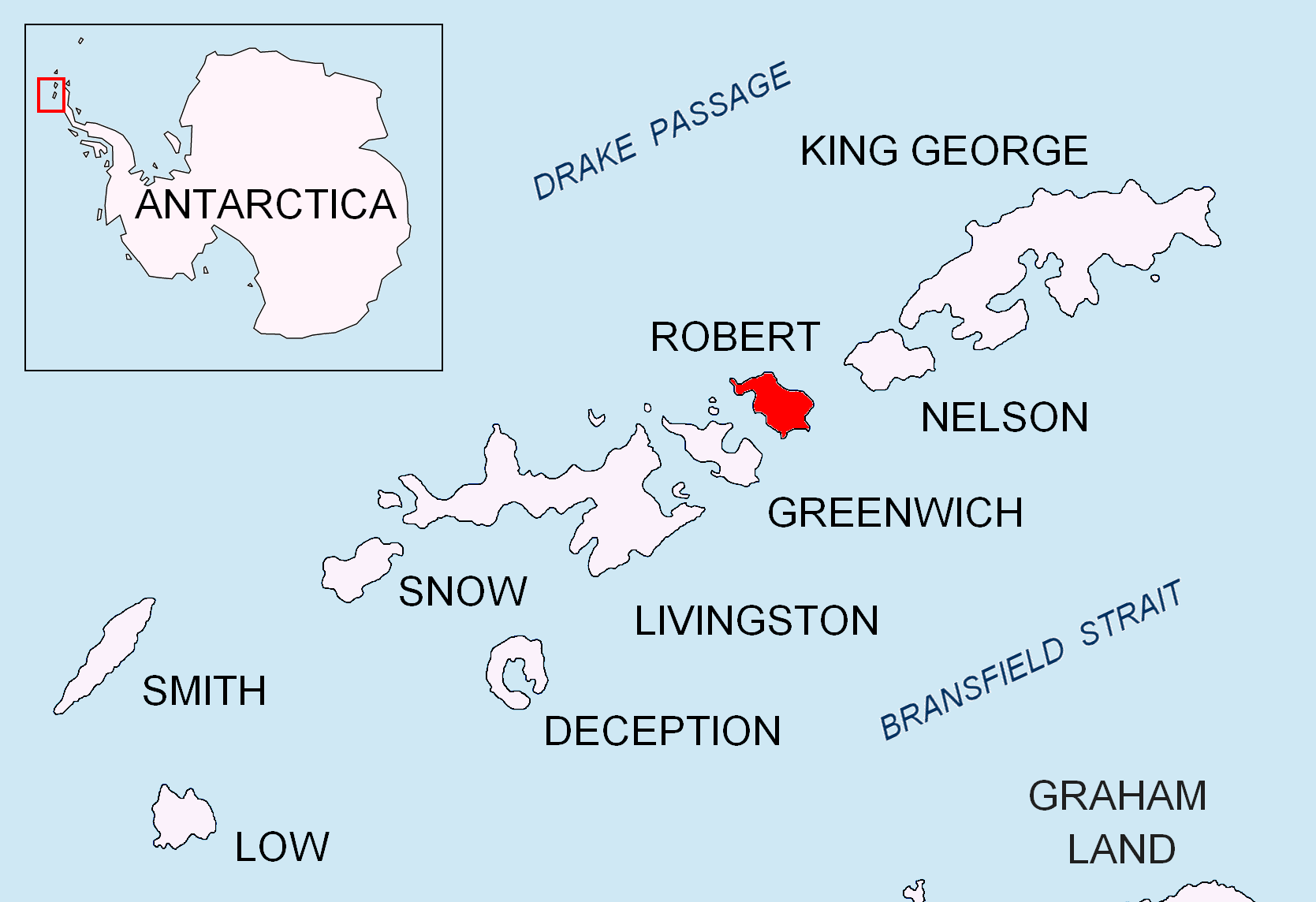
Розташування острова Роберт на Південних Шетландських островах.

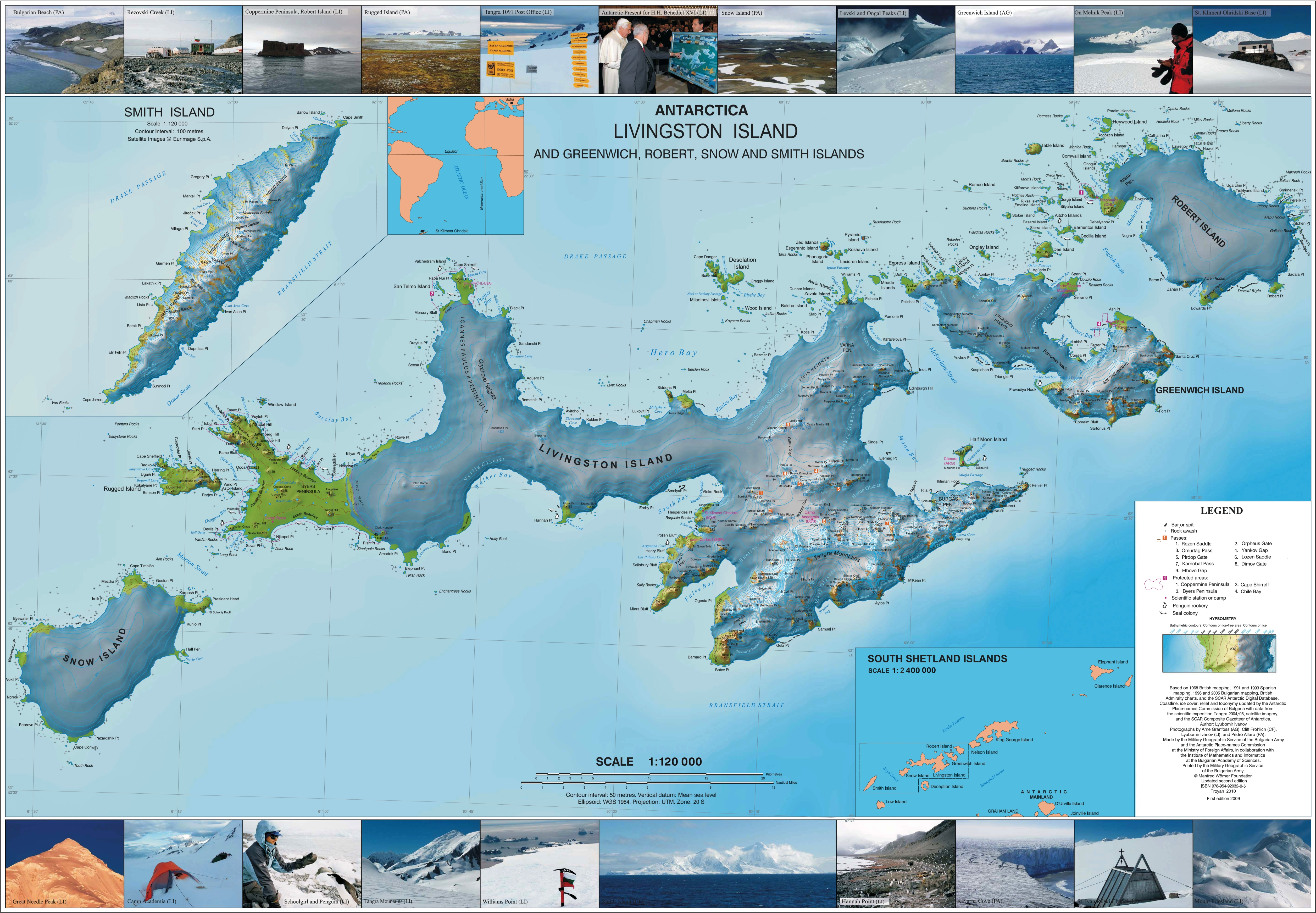
Топографічна карта островів Лівінгстон, Гринвіч, Роберт, Сноу та Сміт.

Півострів Алфатар (болг. полуостров Алфатар, трансліт. poluostrov Alfatar, IPA: [poɫuˈɔstrof ɐɫfɐˈtar]) - півострів, що простягається 4 км у довжину у напрямку північний схід-південний захід та 2,8 км в ширину, утворюючи північно-західну кінцівку острова Роберт, Південні Шетландські острови. Обмежений Мітчелл-Коув, Карлота-Коув і Гавань Клотьє. Пов’язаний з 1.7 км на довжину і 500 м в ширину півострівом Коппермін на захід. Островна група Оногур лежить уздовж північно-західного узбережжя півострова. Болгарське раннє картографування у 2009 році.
Цей півострів названий на честь міста Алфатар на північному сході Болгарії .

## Мапа
- Л. Л. Іванов. Антарктида: острови Лівінгстон та Гринвіч, Роберт, Сноу та Сміт. Масштаб 1: 120000 топографічної карти. Троян: Фонд Манфреда Вернера, 2010.ISBN 978-954-92032-9-5 (перше видання 2009 р.ISBN 978-954-92032-6-4 )

## Зовнішні посилання
Півострів Альфатар. [Архівовано 15 лютого 2020 у Wayback Machine.] Супутникове зображення Copernix

Ця статя використовує інформацію з  Антарктичної комісії з географічних назв Болгарії, яка використовується з дозволу.